# Estonia
M/S Estonia byl trajekt pro automobily a pasažéry vybudovaný v roce 1979 v Německu, který v letech 1980–1994 propojoval různé dvojice přístavů v Baltském moři. V září 1994 se při dodnes uspokojivě neobjasněné nehodě potopil, přičemž zemřelo 852 osob. Jednalo se tak o nejtragičtější světovou námořní katastrofu 90. let, a nejhorší evropskou mírovou námořní nehodu za celé 20. století.

## Provoz
Loď zprvu operovala mezi přístavy Turku (Finsko) a Stockholm (Švédsko), v letech 1980–1990 jako Viking Sally a v roce 1991 jako Silja Star. Následně se plavila jako Wasa King v letech 1991–1993 mezi přístavy Vaasa a Umeå. V lednu 1993 byla zakoupena švédsko-estonskou loďařskou společností EstLine Marine Company, která byla vlastnictvím estonské vlády a švédské společnosti Nordström & Thulin. Následně byla pod novým jménem Estonia zahájena její pravidelná plavba mezi estonskou metropolí Tallinn a švédským Stockholmem; každý den loď střídavě vyplouvala z jednoho z těchto přístavů.

## Katastrofa

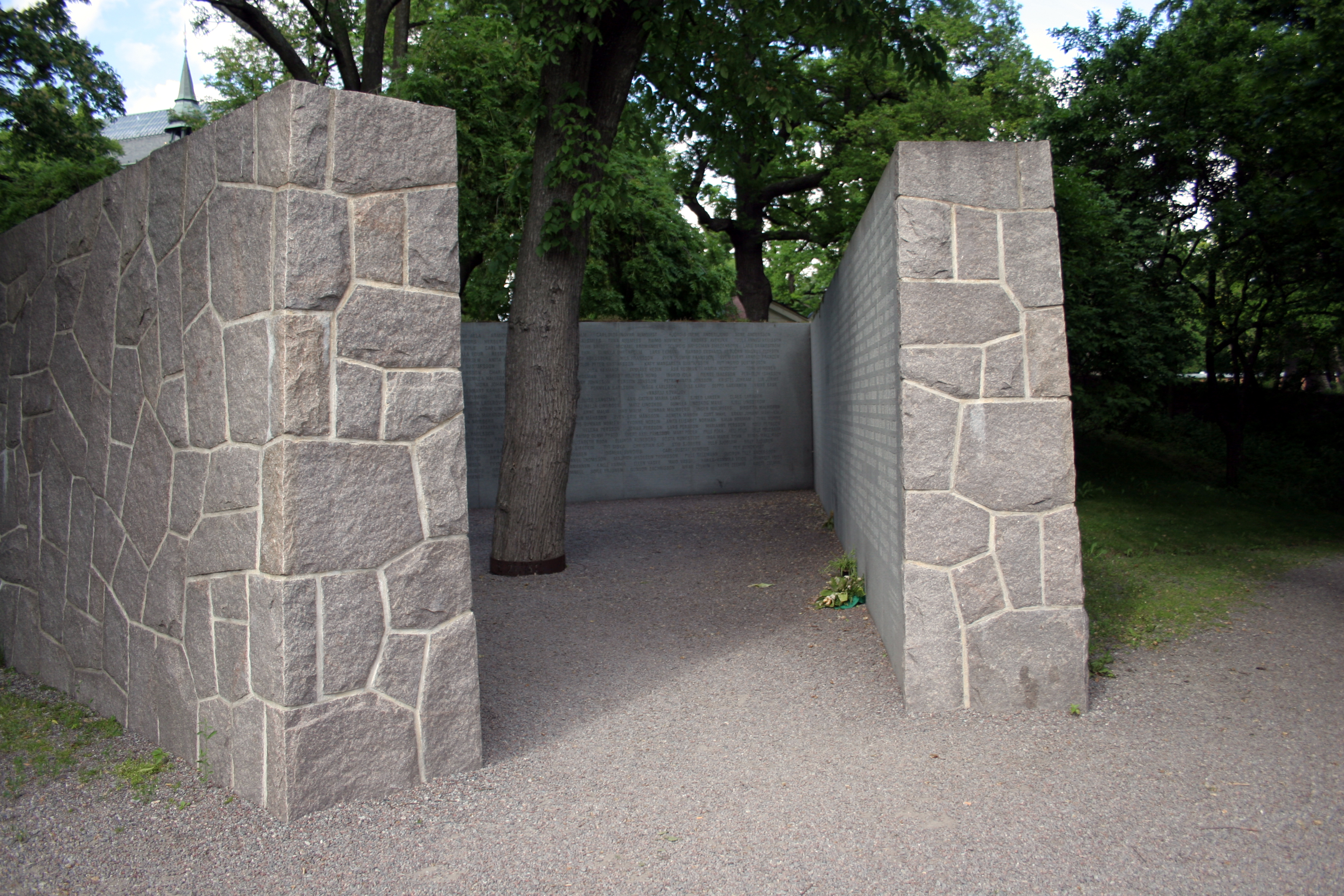
Památník obětem ve Stockholmu

V noci na 28. září 1994 se trajekt potopil vprostřed Baltského moře. Z celkových 989 pasažérů (včetně posádky) zahynulo 852 osob, z toho 501 Švédů a 285 Estonců. K potopení došlo během necelé hodiny, mezi 0:55 a 1:50, zhruba na půli cesty z Tallinnu do Stockholmu. Vrak klesl na dno v hloubce asi 80 metrů.

## Vyšetřování
Mezinárodní komise se tři roky zabývala příčinou tragédie, za kterou nakonec určila chybu v konstrukci lodi – podle oficiální zprávy došlo vinou špatné údržby na rozbouřeném moři k otevření předního hledí.
Za to se na ni snesla vlna kritiky, jelikož nevysvětlila, proč se porucha neprojevila již dříve, a neurčila jediného konkrétního viníka. Švédská vláda se poté neúspěšně pokusila prosadit nápad zalít celý vrak betonem a poté alespoň prosadila nestandardní[zdroj⁠?!] zákon (stejný později přijalo i Estonsko a Finsko), prohlašující Estonii za podmořský hrob, a proto dnes za ponoření k vraku hrozí vězení. Zákon je ovšem platný de facto pouze pro švédské občany, protože vrak lodi se nachází v mezinárodních vodách a švédské zákony tak nad ním nemají obecnou platnost. Švédsko se ale i přesto snaží bránit přístupu k vraku. V roce 2006 vyšlo najevo, že vyšetřovací komise zatajila, že Estonia na palubě převážela vojenský materiál (ten ve dvou případech pašovala už dříve).
Ohledně příčiny katastrofy tak stále panují dohady. Existují i názory, že potopení lodi mohly způsobit vnitřní exploze. Vycházejí přitom z faktu, že potápěči (expedice se účastnil také český potápěč Jindřich Böhm) nalezli ve vraku otvory, které podle britských expertů nemohly být způsobeny jinak než explozí. Vzorky odřezané z otvorů po údajné explozi byly zkoumány pěti různými laboratořemi v Británii s jednoznačným výsledkem ve prospěch scénáře s explozemi směřujícími z vnitřku lodi ven. Otvory jsou velké desítky centimetrů až dva metry a s „roztrhanými okraji vyhnutými ven“. Uvnitř lodi se stále nachází množství těl, která jsou, díky na kyslík chudé baltské vodě, dosti zachovalá.

## Ohlas tragédie v hudbě
Finský hudební skladatel Jaakko Mäntyjärvi v roce 1997 v reakci na námořní katastrofu zkomponoval skladbu Canticum Calamitatis Maritimae pro smíšený pěvecký sbor a sóla a capella. Skladba začíná výrazným hlasitým výdechem v mužských hlasech, sólový soprán se v nápěvu teskné lidové písně připojuje a ženská část sboru odříkává latinský text rekviem: "světlo věčné ať jim svítí, Pane". Postupně se prolínají přímluvy "Pane, slituj se" s latinským hlášením o nehodě ze zpráv vysílaných finským rádiem Nuntii Latini. Po nářku sólového sopránu a dalším vstupu baritonového hlášení o nehodě přechází sbor k textu Žalmu 107 a celý kus je zarámován textem rekviem a sopránovým sólem.
Britská rocková kapela Marillion vydala v dubnu 1997 album This strange engine a čtvrtá skladba Estonia je vzpomínkou na tragickou událost.